# Szabda
Szabda – wieś w Polsce, położona w województwie kujawsko-pomorskim, w powiecie brodnickim, w gminie Brodnica.

## Historia
W czasie wojny polsko-bolszewickiej pod Szabdą miały miejsce niektóre z epizodów bitwy pod Brodnicą. O miejscowość walczyła 8. kompania II batalionu 362. Pułku Piechoty z Bydgoszczy, którą dowodził podporucznik Chmielnik i chorąży Koziołek. W lipcu 2020 przeprowadzono ekshumację mogiły w pobliskim lesie. Znaleziono wówczas szczątki dziewięciu żołnierzy (czterech Wojska Polskiego i pięciu Armii Czerwonej) wraz z licznymi artefaktami (guziki, klamry, ruble carskie, ołówek, monokl, pocisk od Mosina i kubek emaliowany z fabryki Wulkan w Warszawie). Antropolog odtworzył twarze niektórych z poległych (Polacy byli w wieku 22-30 lat).
W latach 1975–1998 miejscowość administracyjnie należała do województwa toruńskiego.

## Demografia
Według Narodowego Spisu Powszechnego (III 2011 r.) liczyła 629 mieszkańców. Jest drugą co do wielkości miejscowością gminy Brodnica.

## Edukacja
- Na terenie wsi położona jest Szkoła Podstawowa im. Janusza Korczaka

## Koleje wąskotorowe
Znajduje się tutaj stacja kolejowa Szabda, przez którą przebiega nieczynna obecnie linia wąskotorowa Dobre-Brodnica.

## Ludzie związani ze wsią
- Urodził się tutaj polski malarz religijny Julian Wałdowski[6].